# Liste der Nummer-eins-Hits in Kroatien (2020)
Diese Liste der Nummer-eins-Hits basiert auf den offiziellen HRtop40 (Airplaycharts) und den Top lista prodaje (kroatische („domaće“) und ausländische („strano“) Alben) der Hrvatska diskografska udruga (HDU) im Jahr 2020.

## Singles
| ← 2019 ← | Liste der Nummer-eins-Hits in Kroatien | Liste der Nummer-eins-Hits in Kroatien | Liste der Nummer-eins-Hits in Kroatien | 2021 →                    |
| \| Zeitraum \| Wo. ges. \| Interpret \| Titel Autor(en) \| Zusätzliche Informationen \| \| (Zeitraum, Wochen auf Platz eins, Interpret, Titel, Autor[en], zusätzliche Informationen) \| \| \| \| \| \| ----------------------------------------------------------------------------------------- \| -------- \| ---------------------------- \| ---------------------------------- \| ------------------------- \| \| 1. Woche 1 Woche \| 1 \| Damir Kedžo \| Poljubi me sad \| – \| \| 2.–4. Woche 3 Wochen \| 3 \| Igor Delač feat. Zetz \| Previše sam tvoj \| – \| \| 5.–7. Woche 3 Wochen (insgesamt 4) \| 4 \| Marko Kutlić \| Samo nek ona sretna je \| – \| \| 8. Woche 1 Woche \| 1 \| Pavel feat. Tedi Spalato \| Ne daj na nas \| – \| \| 9. Woche 1 Woche (insgesamt 4) \| 4 \| Marko Kutlić \| Samo nek ona sretna je \| – \| \| 10. Woche 1 Woche (insgesamt 2) \| 2 \| Damir Kedžo \| Divlji vjetre \| – \| \| 11.–12. Woche 2 Wochen (insgesamt 3) \| 3 \| Vatra \| Sva naša ljeta \| – \| \| 13. Woche 1 Woche (insgesamt 2) \| 2 \| Damir Kedžo \| Divlji vjetre \| – \| \| 14. Woche 1 Woche (insgesamt 3) \| 3 \| Vatra \| Sva naša ljeta \| – \| \| 15. Woche 1 Woche \| 1 \| Nina Badrić \| Da biram \| – \| \| 16.–19. Woche 4 Wochen \| 4 \| Hladno Pivo & Online Friends \| Ovo će proći \| – \| \| 20.–22. Woche 3 Wochen \| 3 \| Pravila Igre \| Usne od šećera \| – \| \| 23.–25. Woche 3 Wochen (insgesamt 30) \| 30 \| Massimo \| Mali krug velikih ljudi Ivan Dečak \| – \| \| 26. Woche 1 Woche \| 1 \| Igor Delač \| Nikad nije kasno \| – \| \| 27.–41. Woche 15 Wochen (insgesamt 30) \| 30 \| Massimo \| Mali krug velikih ljudi Ivan Dečak \| – \| \| 42. Woche 1 Woche \| 1 \| Petar Grašo \| Neće nas zauvik bit \| – \| \| 43. Woche 1 Woche (insgesamt 30) \| 30 \| Massimo \| Mali krug velikih ljudi Ivan Dečak \| – \| \| 44. Woche 1 Woche \| 1 \| Pravila Igre \| U hladnoj sobi \| – \| \| 45.–46. Woche 2 Wochen (insgesamt 30) \| 30 \| Massimo \| Mali krug velikih ljudi Ivan Dečak \| – \| \| 47. Woche 1 Woche \| 1 \| Zaprešić Boys \| Moj Vukovar \| – \| \| 48.–50. Woche 3 Wochen (insgesamt 30) \| 30 \| Massimo \| Mali krug velikih ljudi Ivan Dečak \| – \| \| 51.–52. Woche 2 Wochen \| 2 \| Tonči Huljić & Marko Tolja \| Od Božića do Božića \| – \| |                                        |                                        |                                        |                           |
| ← 2019 |                                        |                                        |                                        | → 2021 →                  |
| Zeitraum | Wo. ges.                               | Interpret                              | Titel Autor(en)                        | Zusätzliche Informationen |
| (Zeitraum, Wochen auf Platz eins, Interpret, Titel, Autor[en], zusätzliche Informationen) |                                        |                                        |                                        |                           |
| 1. Woche 1 Woche | 1                                      | Damir Kedžo                            | Poljubi me sad                         | –                         |
| 2.–4. Woche 3 Wochen | 3                                      | Igor Delač feat. Zetz                  | Previše sam tvoj                       | –                         |
| 5.–7. Woche 3 Wochen (insgesamt 4) | 4                                      | Marko Kutlić                           | Samo nek ona sretna je                 | –                         |
| 8. Woche 1 Woche | 1                                      | Pavel feat. Tedi Spalato               | Ne daj na nas                          | –                         |
| 9. Woche 1 Woche (insgesamt 4) | 4                                      | Marko Kutlić                           | Samo nek ona sretna je                 | –                         |
| 10. Woche 1 Woche (insgesamt 2) | 2                                      | Damir Kedžo                            | Divlji vjetre                          | –                         |
| 11.–12. Woche 2 Wochen (insgesamt 3) | 3                                      | Vatra                                  | Sva naša ljeta                         | –                         |
| 13. Woche 1 Woche (insgesamt 2) | 2                                      | Damir Kedžo                            | Divlji vjetre                          | –                         |
| 14. Woche 1 Woche (insgesamt 3) | 3                                      | Vatra                                  | Sva naša ljeta                         | –                         |
| 15. Woche 1 Woche | 1                                      | Nina Badrić                            | Da biram                               | –                         |
| 16.–19. Woche 4 Wochen | 4                                      | Hladno Pivo & Online Friends           | Ovo će proći                           | –                         |
| 20.–22. Woche 3 Wochen | 3                                      | Pravila Igre                           | Usne od šećera                         | –                         |
| 23.–25. Woche 3 Wochen (insgesamt 30) | 30                                     | Massimo                                | Mali krug velikih ljudi Ivan Dečak     | –                         |
| 26. Woche 1 Woche | 1                                      | Igor Delač                             | Nikad nije kasno                       | –                         |
| 27.–41. Woche 15 Wochen (insgesamt 30) | 30                                     | Massimo                                | Mali krug velikih ljudi Ivan Dečak     | –                         |
| 42. Woche 1 Woche | 1                                      | Petar Grašo                            | Neće nas zauvik bit                    | –                         |
| 43. Woche 1 Woche (insgesamt 30) | 30                                     | Massimo                                | Mali krug velikih ljudi Ivan Dečak     | –                         |
| 44. Woche 1 Woche | 1                                      | Pravila Igre                           | U hladnoj sobi                         | –                         |
| 45.–46. Woche 2 Wochen (insgesamt 30) | 30                                     | Massimo                                | Mali krug velikih ljudi Ivan Dečak     | –                         |
| 47. Woche 1 Woche | 1                                      | Zaprešić Boys                          | Moj Vukovar                            | –                         |
| 48.–50. Woche 3 Wochen (insgesamt 30) | 30                                     | Massimo                                | Mali krug velikih ljudi Ivan Dečak     | –                         |
| 51.–52. Woche 2 Wochen | 2                                      | Tonči Huljić & Marko Tolja             | Od Božića do Božića                    | –                         |

## Alben
| ← 2019 ← | Liste der Nummer-eins-Hits in Kroatien (Lista prodaje domaće (einheimische Alben)) | Liste der Nummer-eins-Hits in Kroatien (Lista prodaje domaće (einheimische Alben)) | Liste der Nummer-eins-Hits in Kroatien (Lista prodaje domaće (einheimische Alben)) | 2021 →                    |
| \| Zeitraum \| Wo. ges. \| Interpret \| Titel \| Zusätzliche Informationen \| \| (Zeitraum, Wochen auf Platz eins, Interpret, Titel, zusätzliche Informationen) \| \| \| \| \| \| ------------------------------------------------------------------------------ \| -------- \| --------------------------- \| ---------------------------------------------- \| ------------------------- \| \| 51. Woche 2019 – 6. Woche 2020 8 Wochen (insgesamt 11) \| 11 \| Mia Dimšić \| Sretan put \| – \| \| 7.–8. Woche 2 Wochen (insgesamt 3) \| 3 \| Dino Merlin \| Arena pula \| – \| \| 9.–10. Woche 2 Wochen (insgesamt 11) \| 11 \| Mia Dimšić \| Sretan put \| – \| \| 11. Woche 1 Woche (insgesamt 3) \| 3 \| Dino Merlin \| Arena pula \| – \| \| 12. Woche 1 Woche \| 1 \| Mišo Kovač \| 50 originalnih pjesama: Veliki hitovi za djecu \| – \| \| 13. Woche 1 Woche \| 1 \| J. R. August \| Dangerous Waters \| – \| \| 14. Woche 1 Woche (insgesamt 6) \| 6 \| Mišo Kovač \| Antologija \| – \| \| 15.–17. Woche 3 Wochen \| 3 \| Razni Izvođači \| Bombardiranje New Yorka \| – \| \| 18.–21. Woche 4 Wochen (insgesamt 6) \| 6 \| Mišo Kovač \| Antologija \| – \| \| 22. Woche 1 Woche \| 1 \| Ivana Kovač \| Srećo i tugo \| – \| \| 23. Woche 1 Woche \| 1 \| Chui \| Iz kapetanovog dnevnika \| – \| \| 24. Woche 1 Woche (insgesamt 4) \| 4 \| Angel’s Breath \| Angel’s Breath (Reizdanje 2020) \| – \| \| 25. Woche 1 Woche (insgesamt 6) \| 6 \| Mišo Kovač \| Antologija \| – \| \| 26.–28. Woche 3 Wochen (insgesamt 4) \| 4 \| Angel’s Breath \| Angel’s Breath (Reizdanje 2020) \| – \| \| 29. Woche 1 Woche (insgesamt 3) \| 3 \| Amira Medunjanin \| For Him and Her \| – \| \| 30. Woche 1 Woche (insgesamt 2) \| 2 \| (Verschiedene Interpreten) \| Festival Zabavne Glazbe Split 2020 \| – \| \| 31. Woche 1 Woche \| 1 \| (Verschiedene Interpreten) \| CMC Festival Vodice 2020 \| – \| \| 32. Woche 1 Woche (insgesamt 2) \| 2 \| (Verschiedene Interpreten) \| Festival Zabavne Glazbe Split 2020 \| – \| \| 33.–35. Woche 3 Wochen \| 3 \| Damir Kedžo \| Poljubi me sad \| – \| \| 36.–37. Woche 2 Wochen (insgesamt 3) \| 3 \| Amira Medunjanin \| For Him and Her \| – \| \| 38. Woche 1 Woche \| 1 \| (Verschiedene Interpreten) \| Aq Total Vinyl 01/08: Alenovo \| – \| \| 39.–40. Woche 2 Wochen \| 2 \| Božo Vrećo & Edin Karamazov \| Lachrimae \| – \| \| 41. Woche 1 Woche \| 1 \| Bajaga & Instruktori \| Ovaj svet se menja \| – \| \| 42. Woche 1 Woche \| 1 \| Tate Romanova \| Iz razloga \| – \| \| 43.–47. Woche 5 Wochen \| 5 \| Crvena Jabuka \| Tvrđava \| – \| \| 48. Woche 1 Woche \| 1 \| Rundek & Ekipa \| Brisani prostor \| – \| \| 49. Woche 1 Woche \| 1 \| Vlatko Stefanovski \| Taftalidze Shuffle \| – \| \| 50.–51. Woche 2 Wochen \| 2 \| Prljavo Kazalište \| 30 godina od koncerta na Trgu, Arena Zagreb \| – \| \| 52. Woche 2020 – 1. Woche 2021 3 Wochen \| 3 \| Rade Šerbedžija \| Ne okreći se, sine \| – \| |                                                                                    |                                                                                    |                                                                                    |                           |
| ← 2019 |                                                                                    |                                                                                    |                                                                                    | → 2021 →                  |
| Zeitraum | Wo. ges.                                                                           | Interpret                                                                          | Titel                                                                              | Zusätzliche Informationen |
| (Zeitraum, Wochen auf Platz eins, Interpret, Titel, zusätzliche Informationen) |                                                                                    |                                                                                    |                                                                                    |                           |
| 51. Woche 2019 – 6. Woche 2020 8 Wochen (insgesamt 11) | 11                                                                                 | Mia Dimšić                                                                         | Sretan put                                                                         | –                         |
| 7.–8. Woche 2 Wochen (insgesamt 3) | 3                                                                                  | Dino Merlin                                                                        | Arena pula                                                                         | –                         |
| 9.–10. Woche 2 Wochen (insgesamt 11) | 11                                                                                 | Mia Dimšić                                                                         | Sretan put                                                                         | –                         |
| 11. Woche 1 Woche (insgesamt 3) | 3                                                                                  | Dino Merlin                                                                        | Arena pula                                                                         | –                         |
| 12. Woche 1 Woche | 1                                                                                  | Mišo Kovač                                                                         | 50 originalnih pjesama: Veliki hitovi za djecu                                     | –                         |
| 13. Woche 1 Woche | 1                                                                                  | J. R. August                                                                       | Dangerous Waters                                                                   | –                         |
| 14. Woche 1 Woche (insgesamt 6) | 6                                                                                  | Mišo Kovač                                                                         | Antologija                                                                         | –                         |
| 15.–17. Woche 3 Wochen | 3                                                                                  | Razni Izvođači                                                                     | Bombardiranje New Yorka                                                            | –                         |
| 18.–21. Woche 4 Wochen (insgesamt 6) | 6                                                                                  | Mišo Kovač                                                                         | Antologija                                                                         | –                         |
| 22. Woche 1 Woche | 1                                                                                  | Ivana Kovač                                                                        | Srećo i tugo                                                                       | –                         |
| 23. Woche 1 Woche | 1                                                                                  | Chui                                                                               | Iz kapetanovog dnevnika                                                            | –                         |
| 24. Woche 1 Woche (insgesamt 4) | 4                                                                                  | Angel’s Breath                                                                     | Angel’s Breath (Reizdanje 2020)                                                    | –                         |
| 25. Woche 1 Woche (insgesamt 6) | 6                                                                                  | Mišo Kovač                                                                         | Antologija                                                                         | –                         |
| 26.–28. Woche 3 Wochen (insgesamt 4) | 4                                                                                  | Angel’s Breath                                                                     | Angel’s Breath (Reizdanje 2020)                                                    | –                         |
| 29. Woche 1 Woche (insgesamt 3) | 3                                                                                  | Amira Medunjanin                                                                   | For Him and Her                                                                    | –                         |
| 30. Woche 1 Woche (insgesamt 2) | 2                                                                                  | (Verschiedene Interpreten)                                                         | Festival Zabavne Glazbe Split 2020                                                 | –                         |
| 31. Woche 1 Woche | 1                                                                                  | (Verschiedene Interpreten)                                                         | CMC Festival Vodice 2020                                                           | –                         |
| 32. Woche 1 Woche (insgesamt 2) | 2                                                                                  | (Verschiedene Interpreten)                                                         | Festival Zabavne Glazbe Split 2020                                                 | –                         |
| 33.–35. Woche 3 Wochen | 3                                                                                  | Damir Kedžo                                                                        | Poljubi me sad                                                                     | –                         |
| 36.–37. Woche 2 Wochen (insgesamt 3) | 3                                                                                  | Amira Medunjanin                                                                   | For Him and Her                                                                    | –                         |
| 38. Woche 1 Woche | 1                                                                                  | (Verschiedene Interpreten)                                                         | Aq Total Vinyl 01/08: Alenovo                                                      | –                         |
| 39.–40. Woche 2 Wochen | 2                                                                                  | Božo Vrećo & Edin Karamazov                                                        | Lachrimae                                                                          | –                         |
| 41. Woche 1 Woche | 1                                                                                  | Bajaga & Instruktori                                                               | Ovaj svet se menja                                                                 | –                         |
| 42. Woche 1 Woche | 1                                                                                  | Tate Romanova                                                                      | Iz razloga                                                                         | –                         |
| 43.–47. Woche 5 Wochen | 5                                                                                  | Crvena Jabuka                                                                      | Tvrđava                                                                            | –                         |
| 48. Woche 1 Woche | 1                                                                                  | Rundek & Ekipa                                                                     | Brisani prostor                                                                    | –                         |
| 49. Woche 1 Woche | 1                                                                                  | Vlatko Stefanovski                                                                 | Taftalidze Shuffle                                                                 | –                         |
| 50.–51. Woche 2 Wochen | 2                                                                                  | Prljavo Kazalište                                                                  | 30 godina od koncerta na Trgu, Arena Zagreb                                        | –                         |
| 52. Woche 2020 – 1. Woche 2021 3 Wochen | 3                                                                                  | Rade Šerbedžija                                                                    | Ne okreći se, sine                                                                 | –                         |

| ← 2019 ← | Liste der Nummer-eins-Hits in Kroatien (Lista prodaje strano (ausländische Alben)) | Liste der Nummer-eins-Hits in Kroatien (Lista prodaje strano (ausländische Alben)) | Liste der Nummer-eins-Hits in Kroatien (Lista prodaje strano (ausländische Alben)) | 2021 →                    |
| \| Zeitraum \| Wo. ges. \| Interpret \| Titel \| Zusätzliche Informationen \| \| (Zeitraum, Wochen auf Platz eins, Interpret, Titel, zusätzliche Informationen) \| \| \| \| \| \| ------------------------------------------------------------------------------ \| -------- \| ---------------------------------- \| ---------------------------------------- \| ------------------------- \| \| 48. Woche 2019 – 2. Woche 2020 7 Wochen (insgesamt 8) \| 8 \| Leonard Cohen \| Thanks for the Dance \| – \| \| 3.–4. Woche 2 Wochen (insgesamt 4) \| 4 \| Nick Cave and the Bad Seeds \| Ghosteen \| – \| \| 5. Woche 1 Woche (insgesamt 6) \| 6 \| Harry Styles \| Fine Line \| – \| \| 6.–7. Woche 2 Wochen (insgesamt 3) \| 3 \| Billie Eilish \| When We All Fall Asleep, Where Do We Go? \| – \| \| 8. Woche 1 Woche (insgesamt 8) \| 8 \| Leonard Cohen \| Thanks for the Dance \| – \| \| 9. Woche 1 Woche \| 1 \| Gile & Magic Bush \| Retko svirane pesme \| – \| \| 10. Woche 1 Woche \| 1 \| Il Volo \| 10 Years: The Best of Il Volo \| – \| \| 11.–13. Woche 3 Wochen (insgesamt 6) \| 6 \| Harry Styles \| Fine Line \| – \| \| 14. Woche 1 Woche \| 1 \| Royal Blood \| How Did We Get So Dark? \| – \| \| 15. Woche 1 Woche \| 1 \| Robert Plant \| Carry Fire \| – \| \| 16. Woche 1 Woche (insgesamt 3) \| 3 \| Billie Eilish \| When We All Fall Asleep, Where Do We Go? \| – \| \| 17. Woche 1 Woche \| 1 \| Nightwish \| Human. :II: Nature. \| – \| \| 18. Woche 1 Woche \| 1 \| Grant Green \| Nigeria \| – \| \| 19.–20. Woche 2 Wochen (insgesamt 6) \| 6 \| Dua Lipa \| Future Nostalgia \| – \| \| 21. Woche 1 Woche \| 1 \| Pearl Jam \| Gigaton \| – \| \| 22.–25. Woche 4 Wochen (insgesamt 6) \| 6 \| Dua Lipa \| Future Nostalgia \| – \| \| 26.–30. Woche 5 Wochen (insgesamt 8) \| 8 \| Bob Dylan \| Rough and Rowdy Ways \| – \| \| 31. Woche 1 Woche (insgesamt 8) \| 8 \| Harry Styles \| Fine Line \| – \| \| 32. Woche 1 Woche (insgesamt 8) \| 8 \| Bob Dylan \| Rough and Rowdy Ways \| – \| \| 33. Woche 1 Woche (insgesamt 8) \| 8 \| Harry Styles \| Fine Line \| – \| \| 34.–35. Woche 2 Wochen (insgesamt 8) \| 8 \| Bob Dylan \| Rough and Rowdy Ways \| – \| \| 36. Woche 1 Woche \| 1 \| David Bowie \| I’m Only Dancing (The Soul Tour 74) \| – \| \| 37. Woche 1 Woche (insgesamt 2) \| 2 \| Metallica & San Francisco Symphony \| S&M2 \| – \| \| 38. Woche 1 Woche (insgesamt 8) \| 8 \| Harry Styles \| Fine Line \| – \| \| 39. Woche 1 Woche (insgesamt 2) \| 2 \| Metallica & San Francisco Symphony \| S&M2 \| – \| \| 40. Woche 1 Woche (insgesamt 8) \| 8 \| Harry Styles \| Fine Line \| – \| \| 41. Woche 1 Woche \| 1 \| Prince \| Sign o’ the Times \| – \| \| 42. Woche 1 Woche \| 1 \| Deftones \| Ohms \| – \| \| 43.–46. Woche 4 Wochen (insgesamt 6) \| 6 \| Bruce Springsteen \| Letter to You \| – \| \| 47.–49. Woche 3 Wochen (insgesamt 4) \| 4 \| AC/DC \| Power Up \| – \| \| 50. Woche 1 Woche (insgesamt 6) \| 6 \| Bruce Springsteen \| Letter to You \| – \| \| 51.–52. Woche 2 Wochen \| 2 \| Michael Bublé \| Christmas \| – \| |                                                                                    |                                                                                    |                                                                                    |                           |
| ← 2019 |                                                                                    |                                                                                    |                                                                                    | → 2021 →                  |
| Zeitraum | Wo. ges.                                                                           | Interpret                                                                          | Titel                                                                              | Zusätzliche Informationen |
| (Zeitraum, Wochen auf Platz eins, Interpret, Titel, zusätzliche Informationen) |                                                                                    |                                                                                    |                                                                                    |                           |
| 48. Woche 2019 – 2. Woche 2020 7 Wochen (insgesamt 8) | 8                                                                                  | Leonard Cohen                                                                      | Thanks for the Dance                                                               | –                         |
| 3.–4. Woche 2 Wochen (insgesamt 4) | 4                                                                                  | Nick Cave and the Bad Seeds                                                        | Ghosteen                                                                           | –                         |
| 5. Woche 1 Woche (insgesamt 6) | 6                                                                                  | Harry Styles                                                                       | Fine Line                                                                          | –                         |
| 6.–7. Woche 2 Wochen (insgesamt 3) | 3                                                                                  | Billie Eilish                                                                      | When We All Fall Asleep, Where Do We Go?                                           | –                         |
| 8. Woche 1 Woche (insgesamt 8) | 8                                                                                  | Leonard Cohen                                                                      | Thanks for the Dance                                                               | –                         |
| 9. Woche 1 Woche | 1                                                                                  | Gile & Magic Bush                                                                  | Retko svirane pesme                                                                | –                         |
| 10. Woche 1 Woche | 1                                                                                  | Il Volo                                                                            | 10 Years: The Best of Il Volo                                                      | –                         |
| 11.–13. Woche 3 Wochen (insgesamt 6) | 6                                                                                  | Harry Styles                                                                       | Fine Line                                                                          | –                         |
| 14. Woche 1 Woche | 1                                                                                  | Royal Blood                                                                        | How Did We Get So Dark?                                                            | –                         |
| 15. Woche 1 Woche | 1                                                                                  | Robert Plant                                                                       | Carry Fire                                                                         | –                         |
| 16. Woche 1 Woche (insgesamt 3) | 3                                                                                  | Billie Eilish                                                                      | When We All Fall Asleep, Where Do We Go?                                           | –                         |
| 17. Woche 1 Woche | 1                                                                                  | Nightwish                                                                          | Human. :II: Nature.                                                                | –                         |
| 18. Woche 1 Woche | 1                                                                                  | Grant Green                                                                        | Nigeria                                                                            | –                         |
| 19.–20. Woche 2 Wochen (insgesamt 6) | 6                                                                                  | Dua Lipa                                                                           | Future Nostalgia                                                                   | –                         |
| 21. Woche 1 Woche | 1                                                                                  | Pearl Jam                                                                          | Gigaton                                                                            | –                         |
| 22.–25. Woche 4 Wochen (insgesamt 6) | 6                                                                                  | Dua Lipa                                                                           | Future Nostalgia                                                                   | –                         |
| 26.–30. Woche 5 Wochen (insgesamt 8) | 8                                                                                  | Bob Dylan                                                                          | Rough and Rowdy Ways                                                               | –                         |
| 31. Woche 1 Woche (insgesamt 8) | 8                                                                                  | Harry Styles                                                                       | Fine Line                                                                          | –                         |
| 32. Woche 1 Woche (insgesamt 8) | 8                                                                                  | Bob Dylan                                                                          | Rough and Rowdy Ways                                                               | –                         |
| 33. Woche 1 Woche (insgesamt 8) | 8                                                                                  | Harry Styles                                                                       | Fine Line                                                                          | –                         |
| 34.–35. Woche 2 Wochen (insgesamt 8) | 8                                                                                  | Bob Dylan                                                                          | Rough and Rowdy Ways                                                               | –                         |
| 36. Woche 1 Woche | 1                                                                                  | David Bowie                                                                        | I’m Only Dancing (The Soul Tour 74)                                                | –                         |
| 37. Woche 1 Woche (insgesamt 2) | 2                                                                                  | Metallica & San Francisco Symphony                                                 | S&M2                                                                               | –                         |
| 38. Woche 1 Woche (insgesamt 8) | 8                                                                                  | Harry Styles                                                                       | Fine Line                                                                          | –                         |
| 39. Woche 1 Woche (insgesamt 2) | 2                                                                                  | Metallica & San Francisco Symphony                                                 | S&M2                                                                               | –                         |
| 40. Woche 1 Woche (insgesamt 8) | 8                                                                                  | Harry Styles                                                                       | Fine Line                                                                          | –                         |
| 41. Woche 1 Woche | 1                                                                                  | Prince                                                                             | Sign o’ the Times                                                                  | –                         |
| 42. Woche 1 Woche | 1                                                                                  | Deftones                                                                           | Ohms                                                                               | –                         |
| 43.–46. Woche 4 Wochen (insgesamt 6) | 6                                                                                  | Bruce Springsteen                                                                  | Letter to You                                                                      | –                         |
| 47.–49. Woche 3 Wochen (insgesamt 4) | 4                                                                                  | AC/DC                                                                              | Power Up                                                                           | –                         |
| 50. Woche 1 Woche (insgesamt 6) | 6                                                                                  | Bruce Springsteen                                                                  | Letter to You                                                                      | –                         |
| 51.–52. Woche 2 Wochen | 2                                                                                  | Michael Bublé                                                                      | Christmas                                                                          | –                         |